# Fisherman's Blues
| 전문가 평가                   | 전문가 평가 |
| 평가 점수                     | 평가 점수   |
| 출처                          | 점수        |
| ----------------------------- | ----------- |
| AllMusic                      | [ 1 ]       |
| Chicago Sun-Times             | [ 2 ]       |
| Encyclopedia of Popular Music | [ 3 ]       |
| Mojo                          | [ 4 ]       |
| The Philadelphia Inquirer     | [ 5 ]       |
| Q                             | [ 6 ]       |
| Record Collector              | [ 7 ]       |
| Rolling Stone                 | [ 8 ]       |
| Uncut                         | [ 9 ]       |

《Fisherman's Blues》는 스코틀랜드의 포크 록 밴드 더 워터보이즈의 1988년 10월 17일에 발매한 네 번째 스튜디오 음반이다. 이 음반은 전통적인 아일랜드 음악, 전통적인 스코틀랜드 음악, 컨트리 음악, 로큰롤의 혼합을 위해 이전의 웅장한 록 사운드를 버리면서 밴드의 사운드에 변화를 가져왔다. 발매에 대한 비평가들의 의견은 분분했고, 몇몇은 방향 전환에 실망했고, 다른 사람들은 이 음반을 더 워터보이즈의 최고 작품 중 하나로 순위를 매겼다. 이 음반은 더 워터보이즈의 베스트셀러 음반으로 발매 당시 영국 차트에서 13위, 빌보드 200에서 76위에 올랐다.
이 음반은 《죽기 전에 꼭 들어야 할 앨범 1001》에 포함되었다.

## 배경
《Fisherman's Blues》의 역사는 스티브 위컴이 더 워터보이즈의 이전 음반 《This Is the Sea》에 〈The Pan Within〉에 기여한 것으로 시작된다. 위컴은 1985년 《This Is the Sea》가 발매된 후 그룹에 공식적으로 가입했다. 더 워터보이즈의 리더인 마이크 스콧은 위컴과 더블린에서 시간을 보냈고 1986년에 아일랜드로 이사했다. 그 해 더 워터보이즈는 더 튜브에서 《Fisherman's Blues》를 공연했는데, 이 공연은 이 밴드가 새로운 음악적 방향을 잡은 첫 번째 공연이었다.
이 음반의 녹음 세션은 길었고 엄청난 양의 음악을 만들어냈다. 이 세션은 1986년 1월부터 3월까지 더블린의 윈드밀 레인 스튜디오에서 시작되었다. 그해 12월 샌프란시스코에서 추가 회의가 열렸다. 1987년 3월부터 8월까지 더 워터보이즈는 다시 윈드밀 레인에서 녹음을 하고 있었다. 스콧은 골웨이로 이사했고 밴드가 스콧이 살고 있는 스피달 하우스에서 녹음하면서 또 한 해가 흘렀다. 오리지널 음반의 전체 두 번째 면은 1988년 세션의 녹음으로 구성되어 있다. 이 음반은 그해 10월에 발매되었다. 스콧은 그 과정을 다음과 같이 설명했다. "우리는 1986년 초에 네 번째 음반을 녹음하기 시작했고 100곡의 노래를 완성했고 2년 후에 완성했습니다."
2013년 10월 14일, 오리지널 음반과 후속 에디션의 모든 트랙을 포함한 음반 세션의 121개 트랙과 추가로 85개의 미공개 트랙이 들어 있는 7-CD 박스 세트가 발매되었다.

## 곡 목록
| #   | 제목                            | 작사·작곡                      | 재생 시간 |
| --- | ------------------------------- | ------------------------------ | --------- |
| 1.  | 〈Fisherman's Blues〉           | 마이크 스콧, 스티브 위컴       | 4:26      |
| 2.  | 〈We Will Not Be Lovers〉       | 스콧                           | 7:03      |
| 3.  | 〈Strange Boat〉                | 스콧, 앤서니 시슬스웨이트      | 3:06      |
| 4.  | 〈World Party〉                 | 스콧, 트레버 허친슨, 칼 월링거 | 4:01      |
| 5.  | 〈Sweet Thing〉                 | 밴 모리슨                      | 7:14      |
| 6.  | 〈Jimmy Hickey's Waltz〉        | 스콧, 위컴, 시슬스웨이트       | 2:06      |
| 7.  | 〈And a Bang on the Ear〉       | 스콧, 위컴, 시슬스웨이트       | 9:14      |
| 8.  | 〈Has Anybody Here Seen Hank?〉 | 스콧                           | 3:19      |
| 9.  | 〈When Will We Be Married?〉    | 민요, 스콧, 시슬스웨이트       | 3:01      |
| 10. | 〈When Ye Go Away〉             | 스콧                           | 3:45      |
| 11. | 〈Dunford's Fancy〉             | 위컴                           | 1:04      |
| 12. | 〈The Stolen Child〉            | 윌리엄 버틀러 예이츠, 스콧     | 6:55      |
| 13. | 〈This Land Is Your Land〉      | 우디 거스리                    | 0:56      |

## 인증
| 국가                       | 인증 | 판매량/출하량 |
| -------------------------- | ---- | ------------- |
| 아일랜드 (IRMA)            | 골드 | 20,000        |
| 영국 (BPI)                 | 골드 | 100,000^      |
| ^출하량을 기반으로 한 인증 |      |               |